# Чемпіонат Європи з водних видів спорту 1985
Чемпіонат Європи з водних видів спорту 1985, 17-й за ліком, тривав з 4 до 11 серпня 1985 року в Плавальному комплексі Червоний прапор у Софії (Болгарія). Розіграно нагороди з плавання (на довгій воді), стрибків у воду, синхронного плавання (жінки) і водного поло (перший чемпіонат Європи з водного поло серед жінок відбувся в Осло).

## Таблиця медалей
*   Країна-господарка ( Болгарія)
| Місце                | Країна               | Золото | Срібло | Бронза | Загалом |
| -------------------- | -------------------- | ------ | ------ | ------ | ------- |
| 1                    | НДР                  | 17     | 17     | 6      | 40      |
| 2                    | СРСР                 | 7      | 4      | 6      | 17      |
| 3                    | ФРН                  | 6      | 4      | 7      | 17      |
| 4                    | Велика Британія      | 2      | 3      | 1      | 6       |
| 5                    | Франція              | 2      | 2      | 0      | 4       |
| 6                    | Угорщина             | 2      | 1      | 0      | 3       |
| 7                    | Болгарія*            | 1      | 2      | 4      | 7       |
| 8                    | Нідерланди           | 1      | 1      | 6      | 8       |
| 9                    | Австрія              | 1      | 0      | 1      | 2       |
| 10                   | Швеція               | 0      | 1      | 3      | 4       |
| 11                   | Чехословаччина       | 0      | 1      | 1      | 2       |
| 12                   | Югославія            | 0      | 1      | 0      | 1       |
| 12                   | Данія                | 0      | 1      | 0      | 1       |
| 12                   | Португалія           | 0      | 1      | 0      | 1       |
| 15                   | Італія               | 0      | 0      | 2      | 2       |
| 15                   | Швейцарія            | 0      | 0      | 2      | 2       |
| Загалом (16 збірних) | Загалом (16 збірних) | 39     | 39     | 39     | 117     |

## Плавання

### Чоловіки
| Дисципліна                      | Золото                                                        | Срібло                                                              | Бронза                                                                  |
| ------------------------------- | ------------------------------------------------------------- | ------------------------------------------------------------------- | ----------------------------------------------------------------------- |
| 100 м вільним стилем            | Стефан Карон (FRA)                                            | Єрґ Войте (GDR)                                                     | Стефан Волері (SUI)                                                     |
| 200 м вільним стилем            | Міхаель Ґрос (FRG)                                            | Свен Лодзієвскі (GDR)                                               | Томмі Вернер (SWE)                                                      |
| 400 м вільним стилем            | Уве Даслер (GDR)                                              | Свен Лодзієвскі (GDR)                                               | Райнер Генкель (FRG)                                                    |
| 1500 м вільним стилем           | Уве Даслер (GDR)                                              | Райнер Генкель (FRG)                                                | Штефан Пфайффер (FRG)                                                   |
| 100 м на спині                  | Ігор Полянський (URS)                                         | Дірк Ріхтер (GDR)                                                   | Сергій Заболотнов (URS)                                                 |
| 200 м на спині                  | Ігор Полянський (URS)                                         | Сергій Заболотнов (URS)                                             | Франк Бальтруш (GDR)                                                    |
| 100 м брасом                    | Адріан Мургаус (GBR)                                          | Рольф Беаб (FRG)                                                    | Дмитро Волков (URS)                                                     |
| 200 м брасом                    | Дмитро Волков (URS)                                           | Александре Йокоши (POR)                                             | Етьєнн Даґон (SUI)                                                      |
| 100 м батерфляєм                | Міхаель Ґрос (FRG)                                            | Енді Джеймсон (GBR)                                                 | Марсель Жері (TCH)                                                      |
| 200 м батерфляєм                | Міхаель Ґрос (FRG)                                            | Бенні Нільсен (DEN)                                                 | Франк Дрост (NED)                                                       |
| 200 м комплексом                | Тамаш Дарньї (HUN)                                            | Йозеф Гладкий (TCH)                                                 | Петер Бермель (FRG)                                                     |
| 400 м комплексом                | Тамаш Дарньї (HUN)                                            | Вадим Ярощук (URS)                                                  | Райк Ганнеманн (GDR)                                                    |
| естафета 4×100 м вільним стилем | ФРН Александер Шовтка Томас Фарнер Дірк Кортальс Міхаель Ґрос | НДР Дірк Ріхтер Свен Лодзієвскі Ларс Гіннебурґ Єрґ Войте            | Швеція Томмі Вернер Міхаель Седерлунд Бенґт Барон Пер Юганссон          |
| естафета 4×200 м вільним стилем | ФРН Александер Шовтка Міхаель Ґрос Андре Шадт Томас Фарнер    | Швеція Андерс Гольмертц Пер Юганссон Міхаель Седерлунд Томмі Вернер | Нідерланди Едсард Схлінґеманн Ганс Крус Патрік Дібіона Франк Дрост      |
| естафета 4×100 м комплексом     | ФРН Томас Леберц Рольф Беаб Міхаель Ґрос Александер Шовтка    | НДР Дірк Ріхтер Інґо Ґживоць Томас Дреслер Єрґ Войте                | Італія Мауро Маріні Джанні Мінервіні Фабріціо Рампаццо Андреа Чеккаріні |

### Жінки
| Дисципліна                      | Золото                                                         | Срібло                                                                    | Бронза                                                                        |
| ------------------------------- | -------------------------------------------------------------- | ------------------------------------------------------------------------- | ----------------------------------------------------------------------------- |
| 100 м вільним стилем            | Гайке Фрідріх (GDR)                                            | Мануела Штельмах (GDR)                                                    | Конні ван Бентум (NED)                                                        |
| 200 м вільним стилем            | Гайке Фрідріх (GDR)                                            | Мануела Штельмах (GDR)                                                    | Ваня Аргірова (BUL)                                                           |
| 400 м вільним стилем            | Астрід Штраус (GDR)                                            | Анке Мерінґ (GDR)                                                         | Олена Дендеберова (URS)                                                       |
| 800 м вільним стилем            | Астрід Штраус (GDR)                                            | Сара Гардкасл (GBR)                                                       | Анке Мерінґ (GDR)                                                             |
| 100 м на спині                  | Бірте Вайґанґ (GDR)                                            | Катрін Ціммерманн (GDR)                                                   | Наталія Шибаєва (URS)                                                         |
| 200 м на спині                  | Корнелія Зірх (GDR)                                            | Катрін Ціммерманн (GDR)                                                   | Йоланда де Ровер (NED)                                                        |
| 100 м брасом                    | Зільвія Ґераш (GDR)                                            | Зільке Гернер (GDR)                                                       | Таня Богомилова (BUL)                                                         |
| 200 м брасом                    | Таня Богомилова (BUL)                                          | Зільвія Ґераш (GDR)                                                       | Зільке Гернер (GDR)                                                           |
| 100 м батерфляєм                | Корнелія Ґреслер (GDR)                                         | Бірте Вайґанґ (GDR)                                                       | Тетяна Курникова (URS)                                                        |
| 200 м батерфляєм                | Жаклін Алекс (GDR)                                             | Корнелія Ґреслер (GDR)                                                    | Петра Ціндлер (FRG)                                                           |
| 200 м комплексом                | Катлін Норд (GDR)                                              | Соня Благоєва (BUL)                                                       | Зузанне Берніке (GDR)                                                         |
| 400 м комплексом                | Катлін Норд (GDR)                                              | Корнелія Зірх (GDR)                                                       | Соня Благоєва (BUL)                                                           |
| естафета 4×100 м вільним стилем | НДР Астрід Штраус Карен Кеніґ Мануела Штельмах Гайке Фрідріх   | Німеччина Іріс Цшерпе Зузанне Шустер Хрістіане Пільке Карін Зайк          | Нідерланди Конні ван Бентум Ілсе Уґама Карін Брінессе Аннемарі Верстаппен     |
| естафета 4×200 м вільним стилем | НДР Астрід Штраус Карен Кеніґ Мануела Штельмах Гайке Фрідріх   | Нідерланди Йоланде ван дер Мер Ілсе Уґама Мілдред Мейс Конні ван Бентум   | Швеція Сюзанне Нільссон Марія Кардум Агнета Ерікссон Ева Нюберґ               |
| естафета 4×100 м комплексом     | НДР Бірте Вайґанґ Зільвія Ґераш Корнелія Ґреслер Гайке Фрідріх | СРСР Наталія Шибаєва Світлана Кузьміна Тетяна Курникова Олена Дендеберова | Болгарія Бистра Господинова Таня Богомилова Радовеста Пиронкова Ваня Аргирова |

## Стрибки у воду

### Чоловіки
| Дисципліна    | Золото               | Срібло               | Бронза                  |
| ------------- | -------------------- | -------------------- | ----------------------- |
| Трамплін, 3 м | Микола Дрожжин (URS) | Петар Георгієв (BUL) | Дітер Дерр (FRG)        |
| Вишка, 10 м   | Томас Кнутс (GDR)    | Альбін Кіллат (FRG)  | Доменіко Рінальдо (ITA) |

### Жінки
| Дисципліна    | Золото                   | Срібло                     | Бронза               |
| ------------- | ------------------------ | -------------------------- | -------------------- |
| Трамплін, 3 м | Жанна Цирульникова (URS) | Ірина Сидорова (URS)       | Бріта Бальдус (GDR)  |
| Вишка, 10 м   | Анжела Стасюлевич (URS)  | Рамона Петов-Венцель (GDR) | Алла Лобанкіна (URS) |

## Синхронне плавання
| Дисципліна | Золото | Срібло | Бронза |
| ---------- | --- | --- | --- |
| Соло       | Керолін Вілсон (GBR) | Мюр'єль Ермін (FRA) | Александра Воріш (AUT) |
| Дуети      | Ева-Марія Едінґер (AUT) Александра Воріш (AUT)                                                                             | Мюр'єль Ермін (FRA) Паскаль Бессон (FRA)                                                                                             | Аманда Додд (GBR) Керолін Вілсон (GBR) |
| Групи      | Франція (FRA) Паскаль Бессон Анн Капрон Катрін Амеон Мюр'єль Ермін Анн-Каролін Матьє Сільві Муассон Оділь Петі Карін Шулер | Велика Британія (GBR) Нікола Бечелор Джорджина Кумбс Аманда Додд Джекі Додд Елісон Ґерретт Трейсі Ґолдінґ Нікола Ширн Керолін Вілсон | Нідерланди (NED) Міранда Бурбом Анґелік Фрібель Йоанні Янссен Маріон Янсен Аніта ван Пассен Марйолейн Філіпсен Маріель ван дер Гейде Марйолейн ван Колк |

## Водне поло

### Чоловіки
| Дисципліна        | Золото | Срібло    | Бронза |
| ----------------- | ------ | --------- | ------ |
| Командна першість | СРСР   | Югославія | ФРН    |

### Жінки
| Дисципліна        | Золото     | Срібло   | Бронза |
| ----------------- | ---------- | -------- | ------ |
| Командна першість | Нідерланди | Угорщина | ФРН    |